# Rutland (Vermont, nagyváros)
Rutland nagyváros (city) az Amerikai Egyesült Államok Vermont államában, Rutland megyében, melynek megyeszékhelye is. Lakosainak száma 15 807 fő (2020. április 1.).

## Népesség
A település népességének változása:
| Lakosok száma | 17 292 | 16 495 | 15 807 |
|               | 2000   | 2010   | 2020   |